# 161.ª División de Infantería
La 161.ª División de Infantería participó en la batalla de Kursk, en el marco del XXXXII Cuerpo de Ejército. Si bien la 161.ª División de Infantería no desempeñó un papel activo en el enfrentamiento de Kursk, se encargó de proteger el flanco del III Cuerpo Panzer.